# Penelopina
Penelopina is een geslacht van vogels uit de familie van de sjakohoenders en hokko's (Cracidae).

## Soorten
Het geslacht omvat de volgende soort:
- Penelopina nigra – Berggoean